# Пыркино (Архангельская область)
Пыркино — деревня в Устьянском районе Архангельской области.

## География
Находится в южной части Архангельской области на расстоянии приблизительно 70 км на северо-восток по прямой от административного центра района поселка Октябрьский на левобережье реки Устья.

## История
В 1859 году здесь (деревня Вельского уезда Вологодской губернии) было учтено 8 дворов. До 2022 года входила в Череновское сельское поселение до его упразднения.

## Население
Численность населения: 87 человек (1859 год), 0 в 2002 году, 1 в 2010.